# マテオ・ゲンドゥージ
マッテオ・ゲンドゥージ（Mattéo Guendouzi, フランス語発音: [mateo ɡɛnduzi] ( 音声ファイル), 1999年4月14日 - ）は、フランス・ポワシー出身のプロサッカー選手。SSラツィオ所属。フランス代表。ポジションはミッドフィールダー。
姓はグエンドゥジ、グエンドウジとも表記される。

## 経歴

### クラブ
2005年4月、6歳のときにパリ・サンジェルマンの下部組織に入団しサッカーを始めたが、2014年に退団し、ロリアンへと移った。
2016年10月15日、リーグ・アン第9節のナント戦でトップチームデビュー。2017年の夏にクラブとの契約延長を拒否し、2017-18シーズン終了後に他クラブに移籍する見込みとなったため、リーグ・ドゥに降格して迎えたこのシーズン、怪我や戦術的なものではない理由でスカッドから外れることも多かった。
2018年7月11日、イングランドのアーセナルに移籍。移籍金は700万ポンド+ボーナスと報じられた。2018年8月12日、2018-19シーズン開幕節のマンチェスター・シティ戦でプレミアリーグデビューし、セントラルMFとしてボールタッチ数はチーム最多の72回を記録した。加入後すぐに活躍を見せたことで、ファン投票による8月度のクラブ月間最優秀選手に選出された。
2020年6月20日、リーグ第30節のブライトン・アンド・ホーヴ・アルビオン戦で、試合終了直後に対戦相手のニール・モペイの首元を掴み小競り合いを引き起こした。この行動が問題視されたが、FAは出場停止処分を下さないことを決定した。しかし、この試合でゲンドゥージはブライトンの選手相手に、両チームの給与面の格差をネタにトラッシュ・トークを仕掛けていたとされており、この件で監督ミケル・アルテタとの関係が更に悪化したとも報じられた。その後、2019-20シーズン終了まで公式戦で一度もベンチ入りすることはなかった。
2020年10月5日、ドイツのヘルタ・ベルリンに1シーズンのローン移籍。怪我や病気を除く24試合に出場。2ゴール3アシストを記録し、ブンデスリーガ残留に貢献した。
2021年7月6日、オリンピック・マルセイユに1シーズンのローン移籍。契約には買い取りオプションが設定されている。8月28日、リーグ第4節のサンテティエンヌ戦でリーグ・アン初ゴール。リーグでの活躍やエンゴロ・カンテの負傷もあり、A代表に召集された。2022年7月1日、オリンピック・マルセイユは買い取りオプションを行使し、完全移籍となった。
2023年8月31日、イタリアのラツィオに1シーズンのローン移籍。買い取りオプションがせっていされており、一定の条件により義務に移行する。9月2日、リーグ第3節のナポリ戦でセリエA初出場。12月22日、第17節のエンポリ戦でセリエA初ゴールを記録。

### 代表
モロッコにルーツを持つため、モロッコの代表資格も有しているが、生まれ育ったフランスの代表を選択している。UEFA U-21欧州選手権では、2019年大会と2021年大会に出場し、後者ではチームのキャプテンも務めた。2019年9月2日、UEFA EURO予選に臨むフランスA代表に、怪我で離脱となったポール・ポグバに代わり始めて追加招集された。その後も度々召集されるが、しばらくは出場機会がなく、A代表初出場は2021年11月16日、FIFAワールドカップ予選のフィンランド戦であった。2022年、FIFAワールドカップ本大会に臨むメンバーに選出され、グループステージチュニジア戦に出場した。

## エピソード
- アーセナルでは2019-20シーズンにダヴィド・ルイスが加入すると、ルイスと守備の位置が近く（ゲンドゥージが守備的MFでルイスが1列後ろのCB）、両者とも長身で、アフロヘアーが酷似しているため「誰もが区別に苦労した」「背番号くらいしか違いがない」（その背番号もゲンドゥージが29、ルイスが23と20番台）などといった反応があった[31]。

## 個人成績

### クラブ
| 国内大会個人成績 | 国内大会個人成績 | 国内大会個人成績 | 国内大会個人成績 | 国内大会個人成績 | 国内大会個人成績 | 国内大会個人成績 | 国内大会個人成績 | 国内大会個人成績 | 国内大会個人成績 | 国内大会個人成績 | 国内大会個人成績 |
| 年度             | クラブ           | 背番号           | リーグ           | リーグ戦         | リーグ戦         | リーグ杯         | リーグ杯         | オープン杯       | オープン杯       | 期間通算         | 期間通算         |
| 年度             | クラブ           | 背番号           | リーグ           | 出場             | 得点             | 出場             | 得点             | 出場             | 得点             | 出場             | 得点             |
| フランス         | フランス         | フランス         | フランス         | リーグ戦         | リーグ戦         | F・リーグ杯      | F・リーグ杯      | フランス杯       | フランス杯       | 期間通算         | 期間通算         |
| ---------------- | ---------------- | ---------------- | ---------------- | ---------------- | ---------------- | ---------------- | ---------------- | ---------------- | ---------------- | ---------------- | ---------------- |
| 2016-17          | ロリアン         | 4                | リーグ・アン     | 8                | 0                | 0                | 0                | 1                | 0                | 9                | 0                |
| 2017-18          | ロリアン         | 4                | リーグ・ドゥ     | 18               | 0                | 2                | 0                | 1                | 0                | 21               | 0                |
| イングランド     | イングランド     | イングランド     | イングランド     | リーグ戦         | リーグ戦         | FLカップ         | FLカップ         | FAカップ         | FAカップ         | 期間通算         | 期間通算         |
| 2018-19          | アーセナル       | 29               | プレミアリーグ   | 33               | 0                | 3                | 0                | 1                | 0                | 37               | 0                |
| 2019-20          | アーセナル       | 29               | プレミアリーグ   | 24               | 0                | 1                | 0                | 3                | 0                | 28               | 0                |
| ドイツ           | ドイツ           | ドイツ           | ドイツ           | リーグ戦         | リーグ戦         | リーグ杯         | リーグ杯         | DFBポカール      | DFBポカール      | 期間通算         | 期間通算         |
| 2020-21          | ヘルタ・ベルリン | 8                | ブンデスリーガ   | 24               | 2                | -                | -                | 0                | 0                | 24               | 2                |
| フランス         | フランス         | フランス         | フランス         | リーグ戦         | リーグ戦         | F・リーグ杯      | F・リーグ杯      | フランス杯       | フランス杯       | 期間通算         | 期間通算         |
| 2021-22          | マルセイユ       | 6                | リーグ・アン     | 38               | 4                | -                | -                | 4                | 0                | 42               | 4                |
| 2022-23          | マルセイユ       | 6                | リーグ・アン     | 33               | 2                | -                | -                | 4                | 1                | 37               | 3                |
| 2023-24          | マルセイユ       | 6                | リーグ・アン     | 2                | 0                | -                | -                | -                | -                | 2                | 0                |
| イタリア         | イタリア         | イタリア         | イタリア         | リーグ戦         | リーグ戦         | イタリア杯       | イタリア杯       | オープン杯       | オープン杯       | 期間通算         | 期間通算         |
| 2023-24          | ラツィオ         | 8                | セリエA          | 33               | 2                | 4                | 1                | -                | -                | 37               | 3                |
| 2024-25          | ラツィオ         | 8                | セリエA          | 37               | 1                | 2                | 0                | -                | -                | 39               | 1                |
| 通算             | フランス         | フランス         | リーグ・アン     | 81               | 6                | 0                | 0                | 9                | 1                | 90               | 7                |
| 通算             | フランス         | フランス         | リーグ・ドゥ     | 18               | 0                | 2                | 0                | 1                | 0                | 21               | 0                |
| 通算             | イングランド     | イングランド     | プレミアリーグ   | 57               | 0                | 4                | 0                | 4                | 0                | 65               | 0                |
| 通算             | ドイツ           | ドイツ           | ブンデスリーガ   | 24               | 2                | -                | -                | 0                | 0                | 24               | 2                |
| 通算             | イタリア         | イタリア         | セリエA          | 70               | 3                | 6                | 1                | -                | -                | 76               | 4                |
| 総通算           | 総通算           | 総通算           | 総通算           | 250              | 11               | 12               | 1                | 14               | 1                | 276              | 13               |

### 代表
| フランス代表 | 国際Aマッチ | 国際Aマッチ |
| 年           | 出場        | 得点        |
| ------------ | ----------- | ----------- |
| 2021         | 1           | 0           |
| 2022         | 6           | 1           |
| 2023         | 0           | 0           |
| 2024         | 5           | 1           |
| 2025         | 2           | 0           |
| 通算         | 14          | 2           |

#### ゴール
| #  | 年月日         | 開催地                                    | 対戦国           | 勝敗 | 試合概要                               |
| -- | -------------- | ----------------------------------------- | ---------------- | ---- | -------------------------------------- |
| 1. | 2022年3月29日  | スタッド・ピエール＝モーロワ（ フランス） | 南アフリカ共和国 | ○5-0 | 親善試合                               |
| 2. | 2024年10月10日 | ボジク・アレナ（ ハンガリー）             | イスラエル       | ○4-1 | UEFAネーションズリーグ2024-25・リーグA |

## タイトル
フランス代表
- UEFAネイションズリーグ（2020-21）[32]